# Huixolotepec
Huixolotepec är en ort i Mexiko.   Den ligger i kommunen Atlixtac och delstaten Guerrero, i den sydöstra delen av landet, 230 km söder om huvudstaden Mexico City. Huixolotepec ligger 1 801 meter över havet och antalet invånare är 539.
Terrängen runt Huixolotepec är bergig åt sydväst, men åt nordost är den kuperad. Runt Huixolotepec är det ganska glesbefolkat, med 43 invånare per kvadratkilometer. Närmaste större samhälle är Acatepec, 4,8 km söder om Huixolotepec. I omgivningarna runt Huixolotepec växer huvudsakligen savannskog.